# Asteroids
Pour l’article homonyme, voir Astéroïde.
Asteroids est un jeu vidéo de type shoot 'em up édité par Atari Inc. en 1979 sur borne d'arcade. Le jeu a connu un important succès aux États-Unis et au Japon, et demeure considéré comme un classique de l'histoire du jeu vidéo. Le jeu est proposé sur Xbox 360 (via le Xbox Live Arcade) depuis novembre 2007 sous le titre Asteroids & Deluxe.

## Système de jeu
Asteroids est un shoot 'em up multidirectionnel au concept simple. Le joueur contrôle un vaisseau spatial, représenté en vue de dessus et confronté à des champs d'astéroïdes et des soucoupes volantes. Le but est de survivre le plus longtemps possible en détruisant les astéroïdes et les soucoupes pour engranger les points. L'aire de jeu est intégralement représentée à l'écran; Grâce à un effet de wraparound, lorsqu'un élément sort du cadre de l'écran, il réapparaît du côté opposé (idem pour le vaisseau du joueur). La borne d'arcade présente cinq boutons : deux servent à faire pivoter le vaisseau à gauche et à droite, un autre sert à accélérer, un autre à déclencher les tirs et le dernier à se téléporter aléatoirement sur l'aire de jeu (à ses risques et périls). Le jeu est jouable à deux mais seulement en alternance.
Lorsqu'un astéroïde est touché par un tir, il se divise en deux blocs de taille moyenne, lesquels peuvent à leur tour être divisés en deux plus petits blocs, lesquels peuvent enfin être détruits. Le programme original ne peut cependant afficher que 26 astéroïdes simultanément à l'écran (au-delà les astéroïdes ne se divisent donc plus et se contentent de réduire en taille). Une fois tous les astéroïdes détruits, le joueur passe au niveau suivant : le nombre d'astéroïdes présent au début du niveau varie de quatre (pour le 1er) à onze (pour le 5e et tous les suivants). Le nombre de points rapportés par la destruction d'un élément est dépendante de sa taille. Les soucoupes volantes sont de deux tailles : la plus imposante a la capacité de tirer.
Asteroids présente des graphismes vectoriels en noir et blanc, et une physique étudiée (inertie du vaisseau, dislocation des astéroïdes). Il propose aussi un système de highscore innovant qui permet aux dix meilleurs joueurs d'enregistrer leurs initiales.

## Développement

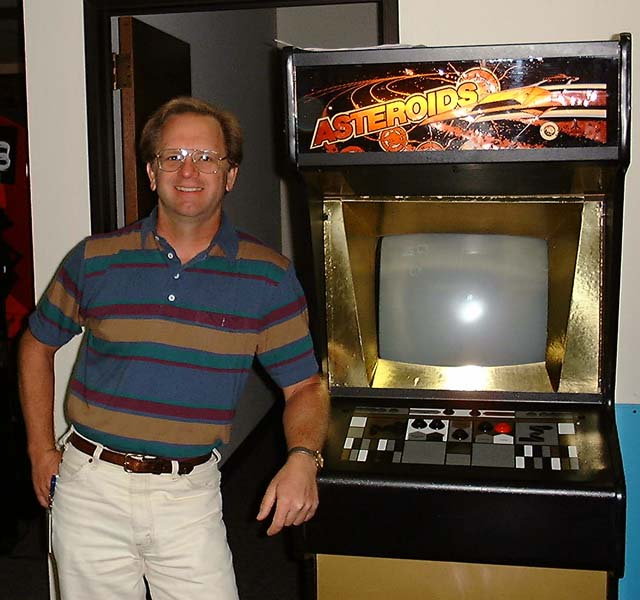
Ed Logg, coconcepteur dAsteroids.

Asteroids a été conçu par Lyle Rains et programmé par Ed Logg (Centipede, Gauntlet, Xybots). Howard Delman s'est occupé de la partie sonore et du Vector generator display system. À l'origine du projet, l'objectif est de proposer une variation de Space Wars (1977) de Cinematronics, les astéroïdes constituant juste une animation d'arrière-plan. Lyle Rains a suggéré à Ed Logg l'idée que les joueurs apprécieraient de tirer sur des blocs de roches pour les exploser en de plus petits morceaux.
Le travail de développement fut si intense que les nuits des deux créateurs ont été bercées par des vaisseaux et des astéroïdes. La popularité des prototypes auprès des employés du laboratoire d'Atari, assaillis lors des pauses déjeuners, a donné un aperçu du succès futur du jeu.
Le système d'arcade a pour processeur un MOS Technology 6502A fonctionnant à 1.5Mhz.

## Exploitation
Asteroids est sorti en novembre 1979. Le succès est phénoménal et répond à celui de Space Invaders (1978) de Taito. Asteroids demeure le jeu d'arcade le plus vendu de l'histoire d'Atari Inc. avec environ 70 000 unités produites. La demande fut si importante qu'Atari arrêta la fabrication de Lunar Lander (1979), le premier jeu vectoriel de la firme, sorti seulement trois mois plus tôt, pour augmenter la capacité de productions des bornes Asteroids. Deux cent unités d'Asteroids sont ainsi affublées d'un meuble Lunar Lander. Sega a exploité le jeu dans les salles d'arcade japonaises.
Le 17 juin 1980, Asteroids et Lunar Lander sont les deux premiers jeux vidéo à avoir été enregistrés au United States Copyright Office.
Asteroids a notamment été adapté sur Atari 2600, Atari 7800, Atari 8-bit (1981), Atari 5200 (prototype seulement) et Game Boy (1991). Il est régulièrement réédité sur des supports de nouvelles générations, notamment à travers des compilations comme Atari Anniversary et Atari Anthology.
Comme la plupart des succès de l'âge d'or des jeux d'arcade, le concept de jeu a fait recette et clones et variantes se sont multipliés dans le paysage vidéoludique : Asterock, Meteor, Color Meteoroids, Planetoids, Meteorites, Hyperoid, etc. La série Stardust (1993-2007, Housemarque) en constitue une variante moderne. 
Le jeu est l'une des entrées de l'ouvrage Les 1001 jeux vidéo auxquels il faut avoir joué dans sa vie
En 2011, Les studios Universal annoncent avoir confié à Roland Emmerich une adaptation cinématographique du jeu.

## La série
La série comprend quatre épisodes en salle d'arcade : 
- Asteroids (1979)
- Asteroids Deluxe (1981)
- Space Duel (1982)
- Blasteroids (1987, Atari Games)

Il existe aussi des versions dédiées aux supports familiaux :
- Super Asteroids & Missile Command (1995, Atari Corp; Lynx)
- Asteroids 3D (1998, Syrox Developments; PlayStation, Windows, Game Boy Color puis Nintendo 64 et Mac OS)
- Asteroids et Asteroids Deluxe (2007, Xbox 360)

## Record
Le 5 avril 2010 à 22 heures et 18 minutes (heure du Pacifique), l’Américain John McAllister bat le record du monde pour le plus haut total de points accumulés lors d’une partie de ce jeu sur borne arcade. Son pointage de 41 338 740 surpasse de justesse l’ancienne marque de 41 336 440 réalisée en 1982 par Scott Safran. Il aurait ainsi détrôné le plus vieux record de l’histoire des jeux vidéo encore en vigueur. Cependant, cet exploit est en attente d'homologation,,,.